# Spilosoma edelsteni
Spilosoma edelsteni là một loài bướm đêm thuộc phân họ Arctiinae, họ Erebidae.